# Paolo Soleri
Paolo Soleri (21. juni 1919 i Turin, Italien – 9. april 2013 i Paradise Valley, Arizona) var italiensk-amerikansk arkitekt.
Han viede sit liv til udforskning og eksperimenter med design og byplanlægning. Han etablerede Arcosanti, der skulle være et selvforsynende, ressourcebevidst og trafikløst samfund.